# Pinus brutia
Pinus brutia (сосна турецька) — вид роду сосни родини соснових. Ендемічна раса сосна Станкевича росте в Криму.

## Морфологічні особливості
Це дерево у висоту до 27–35 метрів, з зазвичай відкритою кроною неправильних гілок. Кора на нижньому стовбурі товста, луската, тріщиниста, червоно-коричнева; у кроні — тонка, луската й оранжево-червона. Пагони тонкі. Зрілих рослин листки зберігаються 1.5–2.5 року зі стійкою піхвою 1–1.5 см; на більшості дерев вони розміщені в пучках по двоє, а їхня довжина 10–18 см. Вони яскраво-зелені до жовто-зелених, тонкі, товщиною ≈ 1 мм, з дрібнозубчастими краями. Молодих рослин листки сірувато-зелені, у довжину 1.5–4 см, і зріють упродовж 2–4 років, змішані з першим дорослим листям, отриманим з 9 місяців із насіння. Шишки випростані, на коротких міцних стеблах, симетричні, широкі конічні, (4)6–10(12) см завдовжки, 4–5 см завширшки в закритому вигляді, зелені, дозрівають блискучими червоно-коричневими в квітні через два роки після запилення. Вони відкриваються того ж літа або через 1–2 роки, шириною до 5–8 см, хоча насіння часто не осипаються, поки зимовий дощ не пом'якшить лусочки. Насіння сіро-коричневе, 7–8 × 5 мм з широкими крилами 15–20 × 10 мм, які жовто-буруваті з темно-бурими смугами.

## Поширення
Сосна є рідною для Східного Середземномор'я. Основна частина його ареалу знаходиться в Туреччині, але також поширюється на схід Егейського моря (острів Крит) в Греції, Криму, Ірану, Грузії, Азербайджану, Північного Іраку, Західної Сирії, Лівані і на Кіпрі. Як правило, виростає на малих висотах, в основному до 600–1200 метрів від рівня моря в південній частині свого ареалу.